# Sosnovoborsk
Sosnovoborsk (en russe : Сосновоборск) est une ville du kraï de Krasnoïarsk, en Russie. Sa population s'élevait à 34 499 habitants en 2013.

## Géographie
Sosnovoborsk se trouve sur la rive droite du fleuve Ienisseï, à 30 km au nord-est de Krasnoïarsk.

## Histoire
Sosnovoborsk est créé en 1971 pour loger le personnel d'une importante usine de remorques pour camions. Sosnovoborsk a reçu le statut de ville en 1985.

## Population
Recensements (*) ou estimations de la population
| 1979*  | 1989*  | 2002*  | 2010*  | 2012   | 2013   |
| ------ | ------ | ------ | ------ | ------ | ------ |
| 12 650 | 29 686 | 30 586 | 33 091 | 33 805 | 34 499 |

## Économie
Sosnovoborsk est dominée par une grande entreprise : OAO Krasnoïarski Zavod Pritsepnoï Tekhniki (ОАО Красноярский завод прицепной техники), connue sous le nom de Sibtral, sous lequel sont commercialisés ses produits. Mise en service à partir de 1973, l'usine fabrique divers types de remorques. Elle employait 10 500 travailleurs à la fin des années 1980.